# A Aribau

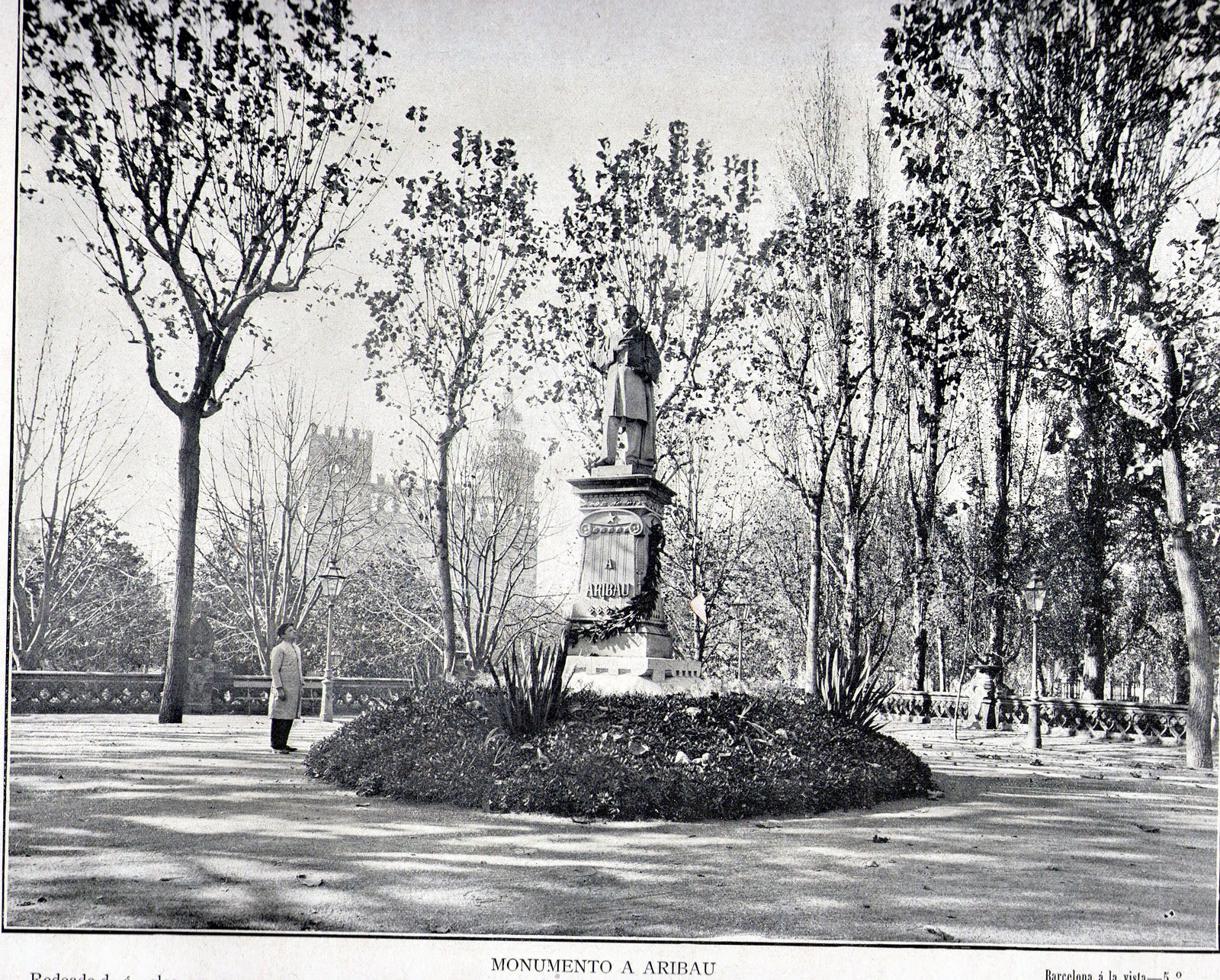
El monumento en 1896

A Aribau es un monumento escultórico situado en el parque de la Ciudadela de Barcelona, en el distrito de Ciutat Vella. Fue creado en 1884 con un diseño arquitectónico de José Vilaseca, mientras que la parte escultórica corrió a cargo de Manuel Fuxá. En 1934 la estatua original de piedra fue sustituida por una copia de bronce elaborada por Enric Monjo. El monumento está dedicado al escritor español Buenaventura Carlos Aribau (Barcelona, 1798-1862), considerado el iniciador de la Renaixença catalana. Esta obra está inscrita como Bien Cultural de Interés Local (BCIL) en el Inventario del Patrimonio Cultural catalán con el código 08019/124.

## Historia y descripción

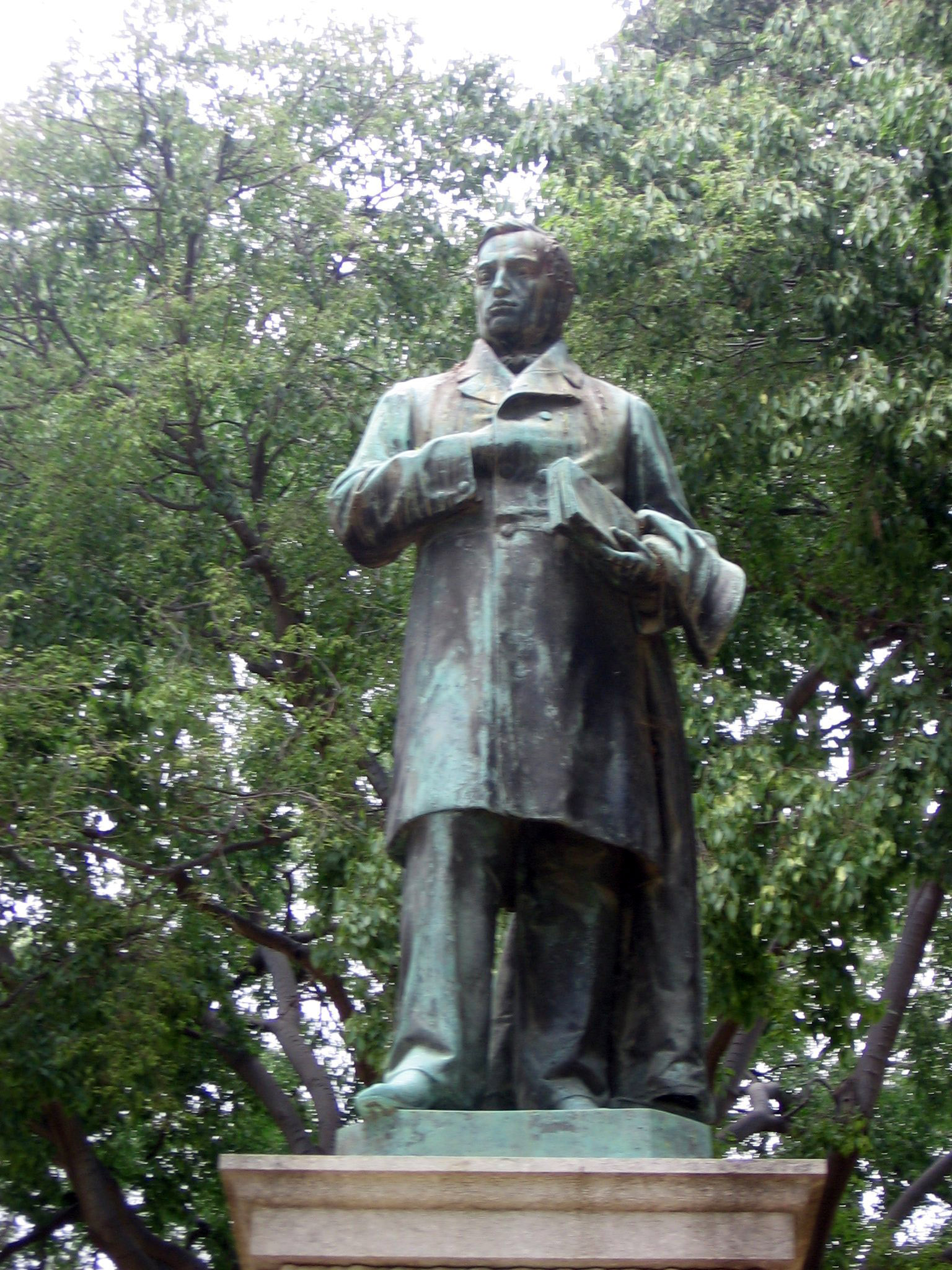
Detalle de la figura del escritor

La idea de rendir un homenaje al renovador de las letras catalanas surgió en 1879, impulsada por el industrial Ignasi Jaumandreu, quien presidió una comisión encargada de recaudar fondos para el monumento. Se hicieron dos campañas, una en Madrid que no consiguió ninguna aportación, y otra en la ciudad condal, donde se recaudaron 5000 pesetas. El lugar escogido para su emplazamiento fue el recientemente urbanizado parque de la Ciudadela —de hecho todavía en obras en 1884—, que cuatro años más tarde acogería la Exposición Universal de 1888. El monumento, obra del arquitecto Josep Vilaseca y el escultor Manuel Fuxá, se situó en una explanada del parque situada entre el paseo de las Magnolias y el de los Olmos, rodeada por una barandilla en el diseño de la cual intervino Antoni Gaudí. Fue inaugurado el 15 de diciembre de 1884, en el quincuagésimo aniversario de la publicación de la Oda a la Patria, el famoso poema de Aribau. El mismo año se inauguraron en el parque la Dama del paraguas, de Joan Roig; Jaume Salvador, de Eduard B. Alentorn; y el Cazador de leones, de Agapito Vallmitjana. La realización de la obra tuvo un déficit de 2500 pesetas, por lo que se abrió una suscripción popular en el Diario de Barcelona para liquidar la deuda.
En 1934, en el centenario de la Oda a la Patria, se puso una placa en la calle Aribau, y se decidió sustituir la escultura de piedra de Fuxá por una copia en bronce, esculpida por Enric Monjo y realizada en la Fundición Tanagra M. Gimeno de Blanes. El monumento fue restaurado entre 2000 y 2001, fecha en que se sustituyó el jardincillo que rodeaba el pedestal por un banco de piedra.
El monumento consta de una base circular sobre la que se alza un basamento octogonal con la inscripción La Patria —hecho en mármol del Garraf donado por Eusebi Güell—, sobre el cual se levanta una pilastra jónica con unas estrías en forma de lira, una estrella que simboliza el genio del poeta y una pluma de escritor, y con la inscripción A Aribau; sobre el capitel jónico se encuentra un friso decorado con hojas de roble, símbolo de la fortaleza de ánimo y la entereza de carácter. Por dos de los costados de esta pilastra se hallan unas ramas de laurel con las inscripciones Al poeta, Al economista y Al taquígrafo. Este conjunto diseñado por Vilaseca es sobrio y elegante, alejado de la ampulosidad de otros monumentos similares, en homenaje a los ideales defendidos por el poeta. Sobre este pedestal se emplaza la figura del escritor, de 2 metros de altura, que muestra al personaje en actitud solemne, con una pierna adelantada y la mano derecha sobre el pecho, mientras que en la izquierda sostiene un libro y un abrigo que le queda colgando. El escultor Fuxá consiguió una obra noble y seria pero con una posición dinámica y equilibrada, al tiempo que los rasgos fisonómicos de la figura humanizan al personaje.
El mismo escultor donó la versión en yeso de la obra a la Biblioteca Museo Víctor Balaguer.